# Enrique Bernoldi
Enrique Antônio Langue e Silvério de Bernoldi (Curitiba, 19 oktober 1978) is een Braziliaans autocoureur. Hij maakte zijn Formule 1-debuut in 2001 bij Arrows en nam deel aan 29 Grands Prix waarvan hij er 28 mocht starten. Hij scoorde geen punten.
Hij startte zijn racecarrière in 1987 in de karting toen hij negen jaar oud was. Hij won hierin verschillende regionale en nationale titels voordat hij op zeventienjarige leeftijd naar Europa ging. Hij startte daar in Italië in de Formule Alfa Boxer waarin hij vierde werd in zijn eerste jaar. Hij ging dan in het Britse Formule Renault-kampioenschap rijden en won in zijn eerste jaar de laatste race. Het jaar erna won hij negen races en de titel. Hierna kon hij in de Britse Formule 3 gaan rijden. Het tweede jaar won hij zes races.
In 1999 kon Bernoldi in de Formule 3000 starten. Daarnaast ging hij ook testen bij Sauber. Hij hoopte hiermee een zitje in de Formule 1 te bemachtigen maar Sauber koos voor het seizoen 2001 Kimi Räikkönen.
Hij kreeg in 2001 wel een zitje bij Arrows naast Jos Verstappen. Hij kreeg bekendheid toen hij David Coulthard gedurende 35 ronden ophield in de Grand Prix van Monaco van 2001. Hij kreeg hiervoor bijzonder veel kritiek van het management van McLaren. Hij mocht echter bij Arrows blijven voor het seizoen 2002. Zijn teamgenoot Heinz-Harald Frentzen was echter steeds sneller, en 5 races voor het einde van het seizoen trok Arrows zich vanwege financiële problemen terug uit de Formule 1.
Hij ging hierop in de Nissan World Series rijden. In 2004 werd hij testrijder voor BAR.
Bernoldi reed in 2007 in de Copa NEXTEL Stock Car, het Braziliaanse stock car kampioenschap. Hij rijdt in een Volkswagen Bora voor het Ache/Action Power team.
In 2008 keerde Bernoldi terug in de eenzitters. Hij ging racen in de IRL, voor het voormalig Champ Car team Conquest Racing.